# Liste der Baudenkmale in Templin
Die Liste der Baudenkmale in Templin führt alle Baudenkmale der brandenburgischen Stadt Templin und ihrer Ortsteile auf. Grundlage ist die Veröffentlichung der Landesdenkmalliste mit dem Stand vom 31. Dezember 2021.

## Legende
In den Spalten befinden sich folgende Informationen:
- ID-Nr.: Die Nummer wird vom Brandenburgischen Landesamt für Denkmalpflege vergeben. Ein Link hinter der Nummer führt zum Eintrag über das Denkmal in der Denkmaldatenbank. In dieser Spalte kann sich zusätzlich das Wort Wikidata befinden, der entsprechende Link führt zu Angaben zu diesem Denkmal bei Wikidata.
- Lage: die Adresse des Denkmales und die geographischen Koordinaten. Link zu einem Kartenansichtstool, um Koordinaten zu setzen. In der Kartenansicht sind Denkmale ohne Koordinaten mit einem roten beziehungsweise orangen Marker dargestellt und können in der Karte gesetzt werden. Denkmale ohne Bild sind mit einem blauen bzw. roten Marker gekennzeichnet, Denkmale mit Bild mit einem grünen beziehungsweise orangen Marker.
- Bezeichnung: Bezeichnung in den offiziellen Listen des Brandenburgischen Landesamtes für Denkmalpflege. Ein Link hinter der Bezeichnung führt zum Wikipedia-Artikel über das Denkmal.
- Beschreibung: die Beschreibung des Denkmales
- Bild: ein Bild des Denkmales und gegebenenfalls einen Link zu weiteren Fotos des Baudenkmals im Medienarchiv Wikimedia Commons

## Denkmalbereiche
| ID-Nr.   | Lage            | Bezeichnung | Beschreibung | Bild        |
| -------- | --------------- | ----------- | --- | ----------- |
| 09130903 | Bebersee (Lage) | Dorfanlage  | | Dorfanlage  |
| 09130705 | Templin (Lage)  | Stadtanlage | Zum Denkmalbereich gehört die historische Altstadt Templins mit der Stadtbefestigung und ihrem näheren Außenbereich. Begrenzt wird er vom Ufer des Mühlenteiches und des Templiner Sees im Norden, einem Teil der Prenzlauer Allee, der Ostseite der Heinestraße sowie der Oberen Mühlenstraße im Osten. Im Süden verläuft seine Grenze an der Südseite der Friedrich-Engels- und Puschkinstraße, im Südwesten und Westen am sogenannten 'Poetensteig', entlang der Wallanlage und einem Abschnitt des am Mühlentor seinen Anfang nehmenden Kanals. | Stadtanlage |

## Über die Gemeindegrenzen hinaus
Im Jagdgebiet Schorfheide stehen 17 historische Gedenksteine auf den Gemeindegebieten Schorfheide (Barnim), Joachimsthal (Barnim), Templin (Uckermark), Zehdenick (Oberhavel) unter Denkmalschutz, siehe Liste der Baudenkmale in Schorfheide. Auf dem Gebiet der Gemeinde Templin befindet sich folgendes Teildenkmal:
| ID-Nr.            | Lage           | Bezeichnung                                     | Beschreibung | Bild |
| ----------------- | -------------- | ----------------------------------------------- | --- | ---- |
| 09175932 Wikidata | Templin (Lage) | Gedenkstein, Oberjagdmeister Heintze-Weißenrode | Der Stein ist ein Teil des Denkmals 17 Gedenksteine in der Schorfheide (ID: 09175920), gewidmet dem Oberjägermeister Heinrich Ernst Freiherr von Heintze-Weißenrode (1834-1918), bezeichnet mit 1904 und Inschrift | BW   |

## Baudenkmale in den Ortsteilen

### Templin
| ID-Nr.            | Lage                                                  | Bezeichnung | Beschreibung | Bild |
| ----------------- | ----------------------------------------------------- | --- | --- | --- |
| 09130689          | (Lage)                                                | Stadtbefestigungsanlage mit Stadtmauer, Wiekhäusern, Mauertürmen, Tortürmen, Resten von Wallanlagen                                                                            | Die Stadtbefestigung ist fast vollständig erhalten. Die Mauer entstand in der zweiten Hälfte des 13. Jahrhunderts. Erhalten (Stand im 21. Jh.) sind die Tortürme Mühlen- oder Lychener Turm, Berliner Torturm, das Prenzlauer Tor, der Pulverturm sowie Reste des Eichwerder Tores. | weitere Bilder |
| 09130863          | (Lage)                                                | Ziegeleibrücke | Brücke über den Templiner Kanal | BW |
| 09130690          | (Lage)                                                | Pfarrkirche St. Maria Magdalena | Die evangelische Pfarrkirche St. Maria Magdalena wurde 1749 an Stelle eines Vorgängerbaus errichtet. | weitere Bilder |
| 09130135          | Am Bürgergarten (Lage)                                | Gaststättenpavillon | Der Hauptraum ist eine Hyparschalenkonstruktion von Ulrich Müther. | weitere Bilder |
| 09130692          | Am Markt (Lage)                                       | Rathaus | Das Rathaus wurde 1746–1751 im Stil einer Stadtkirche mit einem großen Turm und Turmuhr als Dominante am Markt erbaut. – Im 21. Jahrhundert beherbergt das Gebäude die Stadtinformation mit dem Trausaal, dem früheren Ratssitzungsaal. Die gesamte Stadtverwaltung hat ihren Sitz in der Prenzlauer Straße. | Rathaus |
| 09130243          | Am Markt 4 (Lage)                                     | Wohnhaus und drei Hofgebäude | | Wohnhaus und drei Hofgebäude |
| 09130693          | Am Markt 8 (Lage)                                     | Wohnhaus ohne Hofseitenflügel | | Wohnhaus ohne Hofseitenflügel |
| 09130695          | Am Mühlentor 1 (Lage)                                 | Stadtmühle, bestehend aus Mühlen- und Speichergebäude mit Rad- und Turbinenhaus, Wohnhaus mit Nebengebäude sowie wasserbaulichen Anlagen und Resten der Grundstückseinfriedung | Wassermühle, war bis 1990 in Betrieb, 2005/2006 saniert | Stadtmühle, bestehend aus Mühlen- und Speichergebäude mit Rad- und Turbinenhaus, Wohnhaus mit Nebengebäude sowie wasserbaulichen Anlagen und Resten der Grundstückseinfriedung |
| 09130699          | Bahnhofstraße (Lage)                                  | Denkmal der Vereinigung der Verfolgten des Naziregimes (VVN) | | Denkmal der Vereinigung der Verfolgten des Naziregimes (VVN) |
| 09130700 Wikidata | Bahnhofstraße 3 (Lage)                                | Grabmal Friedericke Krüger | historisches Grabmal auf dem (Sankt-Georgen-Friedhof); eingesäumtes gusseisernes Grabkreuz, Friedericke Krüger kämpfte als Mann verkleidet im preussischen Infanterieregiment Nr. 9 Kolberg (2. Pommersches Regiment) u.a. bei der Schlacht bei Dennewitz 1813; beidseitig beschrieben mit: - Ostseite: Widmung für Sophie Dorothea Friedericke Köhler, geb. Krüger (1789-1848) - Westseite: Widmung für Carl Conrad Heinrich Erdmann Köhler (1791-1851) | weitere Bilder |
| 09130697          | Bahnhofstraße 21 (Lage)                               | Ehemalige Brauerei mit zwei Nebengebäuden | | Ehemalige Brauerei mit zwei Nebengebäuden |
| 09130828          | Bahnhofstraße 23/24 (Lage)                            | Mietwohnhaus | | Mietwohnhaus |
| 09130907          | Bahnhofstraße 25 (Lage)                               | Mietwohnhaus | | Mietwohnhaus |
| 09130908          | Bahnhofstraße 26 (Lage)                               | Mietwohnhaus | | Mietwohnhaus |
| 09130909          | Bahnhofstraße 27 (Lage)                               | Mietwohnhaus | | Mietwohnhaus |
| 09130910          | Bahnhofstraße 28 (Lage)                               | Mietwohnhaus | | Mietwohnhaus |
| 09130911          | Bahnhofstraße 29 (Lage)                               | Mietwohnhaus | | Mietwohnhaus |
| 09130691          | Berliner Straße 5 (Lage)                              | St.-Georgen-Hospital, bestehend aus Kapelle und Hospital | | weitere Bilder |
| 09130244          | Berliner Straße 9 (Lage)                              | Gebetshaus der ehemaligen Jüdischen Gemeinde | Die frühere Synagoge in der Nähe wurde zerstört. Daran erinnert ein in den Boden vor der Stadtmauer eingearbeitete Gedenkstätte. | Gebetshaus der ehemaligen Jüdischen Gemeinde |
| 09130702          | Ernst-Thälmann-Straße 1 (Lage)                        | Villa | Haus der Jugend und der Kunst (HAJUKU), ehemaliges Bankgebäude, um 1870 | Villa |
| 09130701          | Eichwerder (Lage)                                     | Leineweberhaus | 1850 erbaut | BW |
| 09130917          | Hans-Philipp-Straße 2 (Lage)                          | Busreparaturhalle | Das von außen nicht sichtbare Tragwerk ist eine Hyparschalenkonstruktion von Ulrich Müther | weitere Bilder |
| 09131230          | Martin-Luther-Straße 24 (Lage)                        | Pfarrhaus (Superintendentur) mit Toranlage | Das Pfarrhaus gehört zur Gemeinde der maria-Magdalenen-Kirche. | Pfarrhaus (Superintendentur) mit Toranlage |
| 09130918          | Prenzlauer Allee (Lage)                               | Kiosk, auf dem Gelände des Strandbads | Hyparschalenkonstruktion von Ulrich Müther | weitere Bilder |
| 09130703          | Prenzlauer Allee 28 (Lage)                            | Joachimsthalsches Gymnasium | Das Joachimsthalsche Gymnasium, 1911/1912 erbaut, ist im 21. Jahrhundert eine Wohnanlage. | Joachimsthalsches Gymnasium |
| 09132087 Wikidata | Prenzlauer Tor, Heinestraße 7 (Lage)                  | | historische Tankstelle (um 1938 errichtet) mit angrenzenden Mauerabschnitt und Pflasterung, seit 2021 nach Restaurierung als Baudenkmal registriert; ursprünglich von Rhenania-Ossag Mineralölwerke Aktien-Gesellschaft betrieben, später ab 1956 vom VEB Kombinat Minol; soll bis in die 1970er Jahre in Betrieb gewesen sein. | weitere Bilder |
| 09130942          | Prokopiusstraße 1 (Lage)                              | Katholische Kirche Herz Jesu | | weitere Bilder |
| 09130827          | Puschkinstraße 8 (Lage)                               | Amtsgericht | | Amtsgericht |
| 09130698          | Puschkinstraße 17 (Lage)                              | Post | | Post |
| 09130136          | Röddeliner Straße (Lage)                              | Gedenkanlage für die Opfer des Luftangriffs vom 6. März 1944 und für Minna Ostrowski, auf dem Waldfriedhof                                                                     | | Gedenkanlage für die Opfer des Luftangriffs vom 6. März 1944 und für Minna Ostrowski, auf dem Waldfriedhof                                                                     |
| 09130870          | Seestraße 2 (Lage)                                    | Schule mit Turnhalle und Einfriedung | | Schule mit Turnhalle und Einfriedung |
| 09130704 Wikidata | Weinbergstraße 1 (Lage)                               | Abdeckerei | ca. 1 ha große Hofanlage der ehemaligen Abdeckerei; mit erhaltenen Wohnhaus in Fachwerkbauweise (um 1752 als Haus des Scharfrichters errichtet) und des alten Schlachthausbau; heute als ökologischer Landwirtschaftsbetrieb und Ferienwohnungen betriebener "Alter Hof am Weinberg" | weitere Bilder |
| 09130975          | Zehdenicker Straße 1, Bahnhofstraße 15, 16, 17 (Lage) | Bahnhof Templin | bestehend aus Bahnhofsempfangs- und Abfertigungsgebäude, drei Bahnsteigüberdachungen, Diensthäuschen auf Bahnsteig 1, Güterschuppen mit Ladegleis und zwei Prellböcken sowie davor stehendem Beleuchtungsmast, Pflasterung, Stellwerk B1, vier Flügelsignalen, Wasserturm, Wasserstation, Wasserschwenkkran, Ringlokschuppen mit Drehscheibe, Werkstattgebäude und Wohnhäusern (Bahnhofstraße 15, 16, 17)                                                | Bahnhof Templin |

### Alt Placht
| ID-Nr.   | Lage   | Bezeichnung                    | Beschreibung | Bild           |
| -------- | ------ | ------------------------------ | --- | -------------- |
| 09130416 | (Lage) | Evangelische Kirche Alt Placht | Die evangelische Kirche wurde Ende des 17. Jahrhunderts erbaut. Es ist ein Fachwerkbau mit einem Reetdach und einen Turmaufsatz, der verbrettert ist. Die originale Innenausstattung ist nicht mehr vorhanden. | weitere Bilder |

### Annenwalde
| ID-Nr.   | Lage                    | Bezeichnung                                        | Beschreibung | Bild                                   |
| -------- | ----------------------- | -------------------------------------------------- | --- | -------------------------------------- |
| 09130884 | (Lage)                  | Alleepflasterstraße zwischen Annenwalde und Densow | | BW                                     |
| 09130801 | (Lage)                  | Erbbegräbnis der Familie Brockes, auf dem Friedhof | | BW                                     |
| 09130417 | Annenwalde (Lage)       | Kirche                                             | Die evangelische Kirche wurde von 1830 bis 1833 erbaut. Die Pläne wurden von Karl Friedrich Schinkel überarbeitet. Die Innenausstattung aus der Bauzeit ist erhalten. | weitere Bilder                         |
| 09130780 | Annenwalde 8 (Lage)     | Wohnhaus (Henricisches Erbenhaus)                  | Das Haus ist ein traufständiges Fachwerkhaus mit Satteldach. | BW                                     |
| 09130418 | Annenwalde 31-34 (Lage) | Gutsarbeiter-Reihenhaus („Strohreihe“)             | Strohreihe | Gutsarbeiter-Reihenhaus („Strohreihe“) |

### Bebersee
| ID-Nr.   | Lage                        | Bezeichnung | Beschreibung | Bild |
| -------- | --------------------------- | --- | --- | --- |
| 09130807 | Wucker 2, 3 (Lage)          | Reste des Landsitzes Carinhall, bestehend aus zwei Unterkunftshäusern für Wachmannschaften, einer Toranlage mit zwei Postenhäuschen und einer dahinter anschließenden Kastanienallee | Carinhall war ein repräsentatives Anwesen des Reichsmarschalls und führenden Nationalsozialisten Hermann Göring. Es lag in der Schorfheide zwischen Großdöllner See und Wuckersee. Der Architekt des nach 1933 in mehreren Etappen errichteten Gebäudekomplexes war zunächst Werner March. Später übernahm Friedrich Hetzelt den Bau. Im 21. Jh. besteht Carinhall aus zwei Unterkunftshäusern für Wachmannschaften und einer Toranlage mit zwei Postenhäuschen. | Reste des Landsitzes Carinhall, bestehend aus zwei Unterkunftshäusern für Wachmannschaften, einer Toranlage mit zwei Postenhäuschen und einer dahinter anschließenden Kastanienallee |
| 09130480 | Bebersee 1, 1a, 2-29 (Lage) | Ortslage Bebersee | | Ortslage Bebersee |
| 09130808 | Bebersee 7 (Lage)           | Wohnhaus | | Wohnhaus |
| 09130853 | Bebersee 14 (Lage)          | Alte Schule mit Vorplatz, Stallung und Garten | | Alte Schule mit Vorplatz, Stallung und Garten |
| 09130926 | Bebersee 22 (Lage)          | Wohnhaus und Stallgebäude | | Wohnhaus und Stallgebäude |

### Beutel
| ID-Nr.   | Lage                   | Bezeichnung                   | Beschreibung | Bild |
| -------- | ---------------------- | ----------------------------- | ------------ | ---- |
| 09130248 | Beuteler Straße (Lage) | Glockenturm, auf dem Friedhof |              | BW   |

### Dargersdorf
| ID-Nr.            | Lage               | Bezeichnung | Beschreibung | Bild           |
| ----------------- | ------------------ | ----------- | --- | -------------- |
| 09130725 Wikidata | Dargersdorf (Lage) | Kirche      | Die evangelische Kirche ist ein Fachwerkhaus aus der ersten Hälfte des 18. Jahrhunderts. Im Inneren befindet sich eine Holzdecke und eine Westempore. | weitere Bilder |

### Densow
| ID-Nr.   | Lage                 | Bezeichnung                           | Beschreibung | Bild |
| -------- | -------------------- | ------------------------------------- | ------------ | ---- |
| 09130856 | Hauptstraße 3 (Lage) | Wohnhaus mit drei Wirtschaftsgebäuden |              | BW   |

### Gandenitz
| ID-Nr.   | Lage   | Bezeichnung | Beschreibung | Bild           |
| -------- | ------ | ----------- | --- | -------------- |
| 09130439 | (Lage) | Kirche      | Die evangelische Kirche wurde in der ersten Hälfte des 13. Jahrhunderts, der Turmaufsatz kam im 18. Jahrhundert hinzu. Im Inneren befindet sich eine Kanzel aus dem Anfang des 17. Jahrhunderts. | weitere Bilder |

### Gollin
| ID-Nr.            | Lage                 | Bezeichnung                                                             | Beschreibung | Bild           |
| ----------------- | -------------------- | ----------------------------------------------------------------------- | --- | -------------- |
| 09130454 Wikidata | (Lage)               | Kirche                                                                  | Die evangelische Kirche wurde im Jahre 1817 erbaut. Es ist eine Fachwerkkirche mit rechteckigem Grundriss und einem dreiseitigen Ostschluss. Der Westturm ist verbrettert. | weitere Bilder |
| 09130456          | Dorfstraße 27 (Lage) | Schule                                                                  | | Schule         |
| 09130457          | Dorfstraße 28 (Lage) | Wohnhaus                                                                | | BW             |
| 09130458          | Dorfstraße 29 (Lage) | Wohnhaus                                                                | | Wohnhaus       |
| 09130215          | (Lage)               | Oberförsterei Reiersdorf, bestehend aus Hauptgebäude, Stall und Scheune | | BW             |

### Groß Dölln
| ID-Nr.   | Lage                          | Bezeichnung                                                                             | Beschreibung | Bild                                                                                    |
| -------- | ----------------------------- | --------------------------------------------------------------------------------------- | --- | --------------------------------------------------------------------------------------- |
| 09130479 | Kleine Dellenstraße 28 (Lage) | Doppelstubenhaus                                                                        | | Doppelstubenhaus                                                                        |
| 09130477 | Reihenstraße 1 (Lage)         | Kirche                                                                                  | Die evangelische Kirche wurde an Stelle des abgebrannten Vorgängerbaus im Jahre 1849 im Stil der Neugotik erbaut. Es ist ein Saalbau aus Backstein mit einer polygonalen Apsis und einem Turm mit einem Spitzhelm. Die Innenausstattung aus der Bauzeit ist erhalten. Bedarin befindlicher gusseiserner Ofen aus dem Jahr 1906. | weitere Bilder                                                                          |
| 09130846 | Reihenstraße 23 (Lage)        | Büdnergehöft, Doppelwohnhaus mit Stallspeicher, Hof, Vor- und Nutzgarten                | | Büdnergehöft, Doppelwohnhaus mit Stallspeicher, Hof, Vor- und Nutzgarten                |
| 09130847 | Reihenstraße 29 (Lage)        | Büdnergehöft, Doppelwohnhaus mit Stallspeicher, Hof, Vor- und Nutzgarten                | | Büdnergehöft, Doppelwohnhaus mit Stallspeicher, Hof, Vor- und Nutzgarten                |
| 09130848 | Reihenstraße 40 (Lage)        | Wohnhaus mit Vor- und Nutzgarten                                                        | | Wohnhaus mit Vor- und Nutzgarten                                                        |
| 09130849 | Reihenstraße 43 (Lage)        | Büdnergehöft, rechte Wohnhaushälfte eines Doppelhauses mit Nebengebäude, Hof und Garten | | Büdnergehöft, rechte Wohnhaushälfte eines Doppelhauses mit Nebengebäude, Hof und Garten |

### Hammelspring
| ID-Nr.   | Lage                         | Bezeichnung                                                   | Beschreibung | Bild                                                          |
| -------- | ---------------------------- | ------------------------------------------------------------- | --- | ------------------------------------------------------------- |
| 09130494 | Am Bahndamm 1 (Lage)         | Kirche                                                        | Die evangelische Kirche wurde im Jahr 1820 errichtet, wobei die oberen Turmgeschosse und der Spitzhelm in den Jahren 1898 / 1899 erbaut. An der Kirche befindet sich ein Gruftgebäude aus dem Jahre 1905. | weitere Bilder                                                |
| 09130932 | Am Bahndamm 7 (Lage)         | Pfarr- und Gemeindehaus einschließlich Grundstückseinfriedung | | Pfarr- und Gemeindehaus einschließlich Grundstückseinfriedung |
| 09130495 | Templiner Straße 44 (Lage)   | Kolonistenhaus (Hugenottenhaus)                               | | Kolonistenhaus (Hugenottenhaus)                               |
| 09130087 | Vogelsanger Straße 18 (Lage) | Wohnhaus mit Wirtschaftsgebäude                               | | Wohnhaus mit Wirtschaftsgebäude                               |

### Herzfelde
| ID-Nr.   | Lage                                                                    | Bezeichnung | Beschreibung | Bild |
| -------- | ----------------------------------------------------------------------- | --- | --- | --- |
| 0913050  | (Lage)                                                                  | Kirche | Die evangelische Kirche wurde in der zweiten Hälfte des 13. Jahrhunderts errichtet. Im Inneren befindet sich ein Altaraufsatz aus der Zeit Anfang des 17. Jahrhunderts.                                                                                       | weitere Bilder |
| 09130092 | Kreuzkruger Straße 11 (Lage)                                            | Dorfkrug mit Saalanbau und Stall | | Dorfkrug mit Saalanbau und Stall |
| 09130929 | Kreuzkruger Straße 12 (Lage)                                            | Pfarrhaus | | Pfarrhaus |
| 09130506 | Mittenwalder Straße 1a-c, 2, 3, 4, 10, 11, Kreuzkruger Straße 30 (Lage) | Gutsanlage Herzfelde: Gutshaus mit Zufahrt, Gutspark, Wirtschaftshof mit Torpfeilern, Pflasterungen und Zufahrt, Schafstall, Gutsverwalterhaus, Schmiede, Wohnhaus, Stellmacherei, Gärtner- und Gewächshaus, Speicher, zwei Scheunen, Einfriedungen sowie Kubatur weiterer früherer Gutsgebäude | Das ehemalige Herrenhaus wurde 1911 nach einem Entwurf von E. Lessing und G. R. Risse erbaut. Es besteht aus einem zweigeschossigen Haupthaus mit Walmdach und einem eingeschossigen Wirtschaftsflügel. Der plastischer Schmuck stammt von Hermann Feuerhahn. | Gutsanlage Herzfelde: Gutshaus mit Zufahrt, Gutspark, Wirtschaftshof mit Torpfeilern, Pflasterungen und Zufahrt, Schafstall, Gutsverwalterhaus, Schmiede, Wohnhaus, Stellmacherei, Gärtner- und Gewächshaus, Speicher, zwei Scheunen, Einfriedungen sowie Kubatur weiterer früherer Gutsgebäude |

### Hindenburg
| ID-Nr.   | Lage                 | Bezeichnung                   | Beschreibung | Bild                          |
| -------- | -------------------- | ----------------------------- | --- | ----------------------------- |
| 09130708 | (Lage)               | Kirche                        | Die evangelische Kirche wurde in der zweiten Hälfte des 13. Jahrhunderts erbaut, der Turmaufsatz wurde im Jahr 1768 hinzugefügt. Im Inneren befindet sich ein Altaraufsatz aus dem Jahre 1621. | weitere Bilder                |
| 09130941 | Dorfstraße 24 (Lage) | Chausseehaus mit Nebengebäude | | Chausseehaus mit Nebengebäude |

### Klosterwalde
| ID-Nr.            | Lage                 | Bezeichnung | Beschreibung | Bild           |
| ----------------- | -------------------- | ----------- | ------------ | -------------- |
| 09130530          | (Lage)               | Wassermühle |              | BW             |
| 09130529 Wikidata | Dorfstraße 17 (Lage) | Kirche      |              | weitere Bilder |

### Metzelthin
| ID-Nr.   | Lage                | Bezeichnung                          | Beschreibung | Bild           |
| -------- | ------------------- | ------------------------------------ | ------------ | -------------- |
| 09130817 | (Lage)              | Kirche                               |              | weitere Bilder |
| 09131212 | Metzelthin 1 (Lage) | Neubauernhaus mit zwei Nebengebäuden |              | BW             |

### Netzow
| ID-Nr.   | Lage                 | Bezeichnung                                 | Beschreibung | Bild |
| -------- | -------------------- | ------------------------------------------- | ------------ | ---- |
| 09130709 | Glockenwinkel (Lage) | Freistehender Glockenstuhl mit Bronzeglocke |              | BW   |

### Neu Placht
| ID-Nr.   | Lage                 | Bezeichnung | Beschreibung | Bild    |
| -------- | -------------------- | ----------- | ------------ | ------- |
| 09130251 | Neu Placht 13 (Lage) | Bahnhof     |              | Bahnhof |

### Petznick
| ID-Nr.   | Lage                     | Bezeichnung                                                                                   | Beschreibung | Bild           |
| -------- | ------------------------ | --------------------------------------------------------------------------------------------- | ------------ | -------------- |
| 09130579 | Henkinshainer Weg (Lage) | Kirche                                                                                        |              | weitere Bilder |
| 09130580 | Dorfstraße (Lage)        | Gutsanlage, bestehend aus Herrenhaus, Gutshof mit fünf Wirtschaftsgebäuden und Hofpflasterung |              | BW             |

### Röddelin
| ID-Nr.            | Lage   | Bezeichnung           | Beschreibung | Bild                  |
| ----------------- | ------ | --------------------- | --- | --------------------- |
| 09130603 Wikidata | (Lage) | Kirche                | Die evangelische Kirche stammt aus der zweiten Hälfte des 13. Jahrhunderts. Sie ist eine Saalkirche aus Feldsteinen mit einem Westturm. Im Norden ist eine Sakristei angebaut. Nach einem Brand wurde das Kirchengebäude 1806–1809 umgebaut, beispielsweise wurden die Rundbogenfenster weit herunter gezogen. Das Hauptportal befindet sich an der Westseite, zwei weitere Portale gibt es an der Südseite. Die Hufeisenempore, der Kanzelaltar und die Taufe stammen aus der Zeit um 1820. | weitere Bilder        |
| 09130794          | (Lage) | Grabmal Moser/Gericke | Neogotisches Sandsteingrabmal von 1848 von Johann Friedrich Daniel Moser, Hof-Steinmetzmeister zu Berlin | Grabmal Moser/Gericke |

### Storkow
| ID-Nr.   | Lage   | Bezeichnung | Beschreibung | Bild           |
| -------- | ------ | ----------- | --- | -------------- |
| 09130682 | (Lage) | Kirche      | Die evangelische Kirche stammt aus der zweiten Hälfte des 13. Jahrhunderts, das Turmobergeschoss wurde 1836 erbaut. Es ist ein Saalbau aus Feldstein. Im Inneren der Kirche befindet sich eine Hufeisenempore mit einer Orgel aus der zweiten Hälfte des 19. Jahrhunderts. Der Kanzelaltar stammt aus dem 18. Jahrhundert. | weitere Bilder |

### Vietmannsdorf
| ID-Nr.   | Lage                       | Bezeichnung                                                   | Beschreibung | Bild                                                          |
| -------- | -------------------------- | ------------------------------------------------------------- | --- | ------------------------------------------------------------- |
| 09130724 | Askanische Straße 1 (Lage) | Wassermühle                                                   | | Wassermühle                                                   |
| 09130723 | Storkower Straße 1 (Lage)  | Kirche                                                        | Die evangelische Kirche geht auf eine Kirche aus dem Mittelalter zurück, im Osten der Kirche sind noch Reste der alten Kirche vorhanden. Es ist ein verputzter Bau mit einem Turm. Der obere Teil des Turms besteht aus Fachwerk. Im Inneren befindet sich ein Kanzelaltar aus dem Anfang des 18. Jahrhunderts. Auf der Mensa des Kanzelaltar befindet sich ein Eichenrelief aus dem 14. Jahrhundert. Die Balkendecke wurde 1926 bemalt. | weitere Bilder                                                |
| 09130953 | Storkower Straße 3 (Lage)  | Grundstück mit Wohnhaus („Schloss“), Zufahrt und Kelleranlage | | Grundstück mit Wohnhaus („Schloss“), Zufahrt und Kelleranlage |

## Ehemalige Baudenkmale
| ID-Nr. | Lage                        | Bezeichnung | Beschreibung | Bild     |
| ------ | --------------------------- | ----------- | ------------ | -------- |
|        | Gollin Dorfstraße 36 (Lage) | Dorfkrug    |              | Dorfkrug |